# Simas Kondrotas
Simas Kondrotas (* 1. Februar 1985 in Klaipėda) ist ein litauischer Radrennfahrer.
Simas Kondrotas wurde bei der U23-Bahnradeuropameisterschaft 2006 in Athen Dritter in der Mannschaftsverfolgung. Auf der Straße fuhr er in den Jahren 2007 bis 2010 fuhr er für verschiedene UCI Continental Teams und gewann 2008 die vierte Etappe der Five Rings of Moscow.

## Erfolge
2006
- Europameisterschaft – Mannschaftsverfolgung

2008
- eine Etappe Five Rings of Moscow

## Teams
- 2007 Klaipeda-Splendid
- 2008 Ulan
- 2009 Team Piemonte
- 2010 Kalev Chocolate-Kuota